# Élections législatives belges de 1898
Les élections législatives de 1898 ont eu lieu le 22 mai, et ont offert une majorité absolue au Parti Catholique, tant à la Chambre des représentants qu'au Sénat.
|       |                     |                           |                           |                           |         |       |        |
| Parti | Parti               | Chambre des représentants | Chambre des représentants | Chambre des représentants | Sénat   | Sénat | Sénat  |
| Parti | Parti               | Voix                      | %                         | Sièges                    | Voix    | %     | Sièges |
|       | Parti catholique    | 377 275                   | 38,5                      | 108 (=)                   | 147 160 | 51,5  |        |
|       | Parti ouvrier belge | 213 511                   | 21,8                      | 15 (-12)                  |         |       |        |
|       | Parti libéral       | 177 802                   | 18,1                      | 13 (+2)                   | 134 437 | 47    |        |
|       | Autres              | 211 559                   | 21,6                      | 16 (+9)                   | 4,202   | 1,5   |        |
|       | Blancs et nuls      | 8 975                     |                           |                           |         |       |        |
| Total | Total               | 989 112                   | 100                       | 152                       | 285 799 | 100   |        |